# Dagmara Domińczyk
Dagmara Domińczyk, född 17 juli 1976 i Kielce i Święty Krzyż vojvodskap, är en polsk-amerikansk skådespelare.
Domińczyk har bland annat medverkat i TV-serierna Succession (2018–2023), We Own This City från 2022 och Hello Tomorrow! från 2023.
Hon är gift med skådespelaren Patrick Wilson sedan 2005.

## Filmografi (i urval)
- 2001 – Rock Star
- 2002 – Greven av Monte Cristo
- 2011 – Higher Ground
- 2018–2023 – Succession (TV-serie)
- 2022 – We Own This City (TV-serie)
- 2023 – Hello Tomorrow! (TV-serie)
- 2023 – Bottoms
- 2023 – Priscilla
- 2024 – Miller's Girl
- 2025 – Black Rabbit (TV-serie)